# Rosa praelucens
Rosa praelucens es una especie de planta del género Rosa, de la familia Rosaceae.

## Taxonomía
Rosa praelucens fue descrita por Bijh. en 1929.

## Distribución
Se encuentra en el territorio de Yunnan.